# トム・マストニー
トーマス・レイモンド・マストニー・ジュニア（Thomas Raymond "Tom" Mastny Jr., 1981年2月4日 - ）は、インドネシア出身の元プロ野球選手（投手）。右投右打。
インドネシア生まれとしては初のMLB・NPB選手である。

## 経歴
両親がボルネオ島を旅行中に生まれた。その後はアメリカ合衆国インディアナ州ジオンズビルで育った。
大学時代は「ミスター・ナスティ」の愛称で呼ばれ、先発投手としてプレーした。
2003年にはサザン・カンファレンスの年間最優秀投手に選出された。
2003年のMLBドラフトでトロント・ブルージェイズから11巡目で指名され入団。傘下のマイナー球団オーバーン・ダブルデイズでプロとしてのキャリアを始めた。
2004年にチャールトン・アレイ・キャッツでプレーした後、ジョン・マクドナルドとの交換トレードでクリーブランド・インディアンスへ移籍した。
2005年の開幕当初はHigh-Aキンストン・インディアンスで先発ローテーションに入っていたが、シーズン途中にリリーフにコンバートされた。シーズン後半には2Aのアクロン・エアロズに昇格した。
2006年も引き続きエアロズで開幕を迎え、その後3Aのバッファロー・バイソンズへ昇格した。この年はシーズン途中にクローザーのボブ・ウィックマンが放出されたこと、中継ぎが不調だったことから、マストニーは初のメジャー昇格を果たすこととなった。7月25日にメジャーデビューを果たし、マイナーではそれまで主に中継ぎを務めていたこともあってキャリアでわずか3セーブしか記録していなかったが、8月19日のタンパベイ・デビルレイズ戦ではメジャー初セーブを記録した。
2007年のボストン・レッドソックスとのリーグ優勝決定戦では第2戦の10回裏に登板。同点という場面でデビッド・オルティーズ、マニー・ラミレス、マイク・ローウェルの中軸を3者凡退に打ち取り、11回表にインディアンスが勝ち越したことにより、マストニーにポストシーズン初勝利が記録された。
2008年は春季キャンプでホルヘ・フリオとロースター枠最後の1枠を争ったが、争いに敗れたことにより開幕は3Aで迎えることとなった。しかし、4月15日にジョー・ボロウスキーが故障者リストに入ったことにより昇格。6月3日のテキサス・レンジャーズ戦ではメジャー初先発を果たした。
オフにインディアンスがマストニーの保有権をNPBの横浜ベイスターズに売却し、マストニーがベイスターズと1年契約（オプション1年付き）を結んだことが明らかになった。2008年12月17日にはベイスターズがマストニーの獲得を正式に発表した。
2009年は先発、中継ぎの両方で起用されたが、制球がいい投手という前評判とは違い、四死球が非常に多く制球難に苦しんだ。4月30日に阪神甲子園球場で行われた阪神戦では、6 1/3回無失点と好投したが、チームは2点リードの9回裏2死無走者から逆転サヨナラ負けを喫した。それから約2ヵ月後の6月28日、同じく阪神甲子園球場で行われた阪神戦でも、6 0/3回無失点と好投したが、またしてもチームは2点リードの9回裏に逆転サヨナラ負けを喫した。結果を残せず1年で解雇。
2010年は、独立リーグであるアトランティックリーグのサマセット・ペイトリオッツでプレーした。

## プレースタイル・人物
140km/h中盤のストレートとスライダーを軸に、カーブ・チェンジアップを投げ分ける。

## 詳細情報

### 年度別投手成績
| 年 度    | 球 団    | 登 板 | 先 発 | 完 投 | 完 封 | 無 四 球 | 勝 利 | 敗 戦 | セ 丨 ブ | ホ 丨 ル ド | 勝 率 | 打 者 | 投 球 回 | 被 安 打 | 被 本 塁 打 | 与 四 球 | 敬 遠 | 与 死 球 | 奪 三 振 | 暴 投 | ボ 丨 ク | 失 点 | 自 責 点 | 防 御 率 | W H I P |
| -------- | -------- | ----- | ----- | ----- | ----- | -------- | ----- | ----- | -------- | ----------- | ----- | ----- | -------- | -------- | ----------- | -------- | ----- | -------- | -------- | ----- | -------- | ----- | -------- | -------- | ------- |
| 2006     | CLE      | 15    | 0     | 0     | 0     | 0        | 0     | 1     | 5        | 0           | .000  | 73    | 16.1     | 17       | 1           | 8        | 1     | 1        | 14       | 0     | 0        | 10    | 10       | 5.51     | 1.53    |
| 2007     | CLE      | 51    | 0     | 0     | 0     | 0        | 7     | 2     | 0        | 7           | .778  | 262   | 57.2     | 63       | 6           | 32       | 9     | 2        | 52       | 5     | 0        | 30    | 30       | 4.68     | 1.65    |
| 2008     | CLE      | 14    | 1     | 0     | 0     | 0        | 2     | 2     | 0        | 0           | .500  | 100   | 20.0     | 28       | 6           | 11       | 2     | 0        | 19       | 0     | 0        | 24    | 24       | 10.80    | 1.95    |
| 2009     | 横浜     | 15    | 12    | 0     | 0     | 0        | 1     | 5     | 0        | 0           | .167  | 296   | 61.2     | 79       | 8           | 25       | 0     | 11       | 43       | 6     | 0        | 45    | 39       | 5.70     | 1.69    |
| MLB：3年 | MLB：3年 | 80    | 1     | 0     | 0     | 0        | 9     | 5     | 5        | 7           | .643  | 435   | 94.0     | 108      | 13          | 51       | 12    | 3        | 85       | 5     | 0        | 64    | 64       | 6.13     | 1.69    |
| NPB：1年 | NPB：1年 | 15    | 12    | 0     | 0     | 0        | 1     | 5     | 0        | 0           | .167  | 296   | 61.2     | 79       | 8           | 25       | 0     | 11       | 43       | 6     | 0        | 45    | 39       | 5.70     | 1.69    |

### 年度別守備成績
| 年 度 | 球 団 | 投手（P） | 投手（P） | 投手（P） | 投手（P） | 投手（P） | 投手（P） |
| 年 度 | 球 団 | 試 合     | 刺 殺     | 補 殺     | 失 策     | 併 殺     | 守 備 率  |
| ----- | ----- | --------- | --------- | --------- | --------- | --------- | --------- |
| 2006  | CLE   | 15        | 1         | 1         | 0         | 0         | 1.000     |
| 2007  | CLE   | 51        | 2         | 11        | 1         | 1         | .929      |
| 2008  | CLE   | 14        | 5         | 0         | 0         | 0         | 1.000     |
| 2009  | 横浜  | 15        | 9         | 6         | 0         | 0         | 1.000     |
| MLB   | MLB   | 80        | 8         | 12        | 1         | 1         | .952      |
| NPB   | NPB   | 15        | 9         | 6         | 0         | 0         | 1.000     |

### 記録
NPB
- 初登板・初先発：2009年4月15日、対広島東洋カープ2回戦（MAZDA Zoom-Zoom スタジアム広島）、6回3失点で敗戦投手
- 初奪三振：同上、4回裏に栗原健太から見逃し三振
- 初勝利・初先発勝利：2009年7月11日、対東京ヤクルトスワローズ9回戦（明治神宮野球場）、5回2失点

### 背番号
- 40 （2006年 - 2008年）
- 42 （2009年）